# Romain Fandel
Romain Fandel (Esch-sur-Alzette, 25 juni 1922 – 22 oktober 1985) was een Luxemburgse politicus.
Romain Fandel was de zoon van een politiecommissaris. Na het afsluiten van zijn middelbareschoolopleiding werd hij in 1942 gedwongen gerekruteerd in de Duitse Wehrmacht en heeft hij zich in een lazeret verborgen gehouden tot de bevrijding van Luxemburg.
Na de WOII werd hij algemeen secretaris van de Unio'n. In 1946 was hij lid geworden van de LSAP en werd in 1948, juist 25 jaar, als toenmalig jongste afgevaardigde gekozen in de Kamer van Afgevaardigden (Luxemburgse parlement). Tot 1968 werd hij steeds opnieuw herkozen. Van 1951 tot 1958, 1961 tot 1964 en van 1965 tot 1967 was hij Vicepresident, en van juli 1967 tot december 1968 Voorzitter van de Kamer van Afgevaardigden. Daarnaast was hij van 1965 tot 1967 ook voorzitter van de LSAP-Kamerfractie.
Van beroep van hij gemeentebeambte in Esch-sur-Alzette en bovendien tussen 1949 en 1953 lid van de gemeenteraad van Esch-sur-Alzette.
Hij was bovendien lid van het Benelux-parlement en het NAVO-parlement. In 1962 was hij tevens voorzitter van het Beneluxparlement.
In 1966 was hij een van de hoofdrolspelers in de discussie met betrekking tot het afschaffen van de verlichte militaire dienst en bij de regeringscrisus, die door de terugtreding van Marcel Fischbach, ontstaan was. In 1971 is hij lid geworden van de Sozialdemokratescher Partei en was hij een jaar lang voorzitter van hun Kamerfractie. Van 1972 tot 1974 was hij een onafhankelijke afgevaardigde in het Luxemburgse parlement.